# Funk rock
El funk rock es un estilo de música que se caracteriza por la fuerte presencia del bajo, los sencillos y pegadizos riffs de guitarra y una potente y constante batería.
Sus más importantes exponentes son grupos como Red Hot Chili Peppers, Rage Against The Machine y  Faith No More.
Este estilo de música proviene de la música afroamericana y sus pioneros fueron Parliament-Funkadelic, y especialmente el músico George Clinton, líder de las anteriores bandas y considerado como padrino del funk.
En la industria cristiana, el veterano guitarrista puertorriqueño Gilberto Alomar, creador y líder de la banda Maná Peniel, el cual introdujo el Funk-Rock en cada una de sus producciones evangélicas.
Este estilo se caracteriza por la fusión de elementos del funk con el rock moderno, porque a diferencia de otros grupos como Jamiroquai quienes han mantenido en su práctica totalidad su estilo funk, estos grupos lo han adaptado de manera muy efectiva a la música moderna.
Varios grupos han dedicado canciones a este estilo, entre ellos Rage Against the Machine con su versión de "Renegades of Funk" original de Afrika Bambaataa, con la cual conmemoran a los grupos que influyeron en este estilo.

## Grupos y músicos destacados
- Red Hot Chili Peppers
- Rage Against The Machine
- Extreme
- 24-7 Spyz
- Buckethead
- Parliament
- Funkadelic
- Faith No More
- Fishbone
- Incubus
- Infectious Grooves
- Suicidal Tendencies
- Mr. Bungle
- Molotov
- Phish
- Primus
- Wild Cherry
- Divididos
- Illya Kuryaki and the Valderramas
- Los Amigos Invisibles
- Efecto Pasillo
- Los Tetas
- Living Colour
- Jamiroquai
- O'funk'illo
- Gorillaz
- N.E.R.D
- The Neptunes
- The 1975
- Spin Doctors
- Andrés Calamaro
- Guano Apes
- Gilberto Alomar
- An Cafe
- Mother's Finest
- Papanegro
- Las Pelotas
- Los Abuelos de la Nada
- Sinergia (banda)
- King's X
- War (banda)
- Linea 77 (banda)
- Habana Blues Band
- Los piojos
- Grand Funk Railroad
- Maximum The Hormone
- Eruca Sativa
- Queen
- Balkan Beat Box
- Audioslave
- Jane's Addiction
- Gang of Four
- Defunkt
- Talking Heads
- Pond
- Florcita Motuda
- Suicide
- La Casa Azul
- Junior Senior
- DNCE
- INXS
- Wos (músico)
- Cuchillazo
- Chancho en Piedra
- Maroon 5
- Finger Eleven
- Toto
- Los Ronaldos
- Clutch
- Lenny Kravitz
- Ciro y los persas
- BRADIO